# Diacilglicerolo O-aciltransferasi
La diacilglicerolo O-aciltransferasi è un enzima appartenente alla classe delle transferasi, che catalizza la seguente reazione:
acil-CoA + 1,2-diacilglicerolo ⇄ CoA + triacilglicerolo
Il palmitoil-CoA ed altri acil-CoA a catena lunga possono agire come donatori.